# 바드 칼리지
바드 칼리지(Bard College)는 미국 뉴욕주 레드훅에 위치한 사립 자유예술대학이다. 이 캠퍼스로부터 허드슨강과 캐츠킬산맥을 바라볼 수 있으며 미국 국립역사기념물의 하나인 허드슨강 역사지구 안에 위치해 있다.
이 칼리지는 12개 도시, 5개 주, 7개 나라, 4개 대륙을 아우르는 35개 이상의 연계 프로그램, 기관, 센터망을 보유하고 있다.